# 大阪府都市開発7000系電車
大阪府都市開発7000系電車（おおさかふとしかいはつ7000けいでんしゃ）は、大阪府都市開発が1996年（平成8年）から導入した通勤形電車である。
本項では、7000系をベースとして2007年（平成19年）に泉北高速鉄道が導入した7020系電車についても記述する。両形式とも、2025年に泉北高速鉄道が南海電気鉄道（南海）に吸収合併されたことに伴い、同年からは南海所属の車両となっている。
以下、編成単位の解説にあたっては難波方先頭車の車両番号+F（Formation=編成の略）を編成名として表記する。

## 概要
老朽化した100系の置き換えを目的として、1996年（平成8年）から1998年（平成8年）にかけて6両編成×1本、4両編成×5本の計26両が製造された。前年まで導入されていた5000系は併結を考慮しない8両固定の非貫通構造であったが、本系列は10両までの増結を可能とするため貫通構造が採用された。全車が川崎重工業で製造されている。
車体は5000系を踏襲したアルミ合金製であるが、乗り入れ先の南海電気鉄道が車両限界を拡大したのに合わせ、車体幅を約10 cm拡大している。このため車体断面は裾絞り形状となり、全体的に丸みを帯びたデザインとなった。前面貫通扉には、貫通幌を収納可能な自動開閉式の両開きプラグドアを採用し、見付け向上と編成の柔軟化を両立させている。車体色は5000系と同様のアイボリー地にブルーとライトブルーの帯を配したもので、営業運転開始とともに先頭車側面の前頭部寄りに「SEMBOKU」ロゴが貼り付けられた。
機器類には当時最新の技術が取り入れられている。制御装置にはIGBT素子を使用したVVVFインバータ制御装置、台車にはモノリンク式のボルスタレス台車、パンタグラフにはシングルアーム式をそれぞれ同社で初めて採用した。
また、車両制御情報管理装置（TIS）は5000系に引き続き搭載しているが、従来の制御指令の伝送や車載機器へのモニタ機能のみならず、空調装置、列車種別・行先表示器、車内案内表示器等のサービス機器の制御機能が追加され、集約化による操作性の向上が図られている。
なお、車体色は9300系の導入に合わせて、帯をブルー1色のみとする新塗装に順次変更されている。

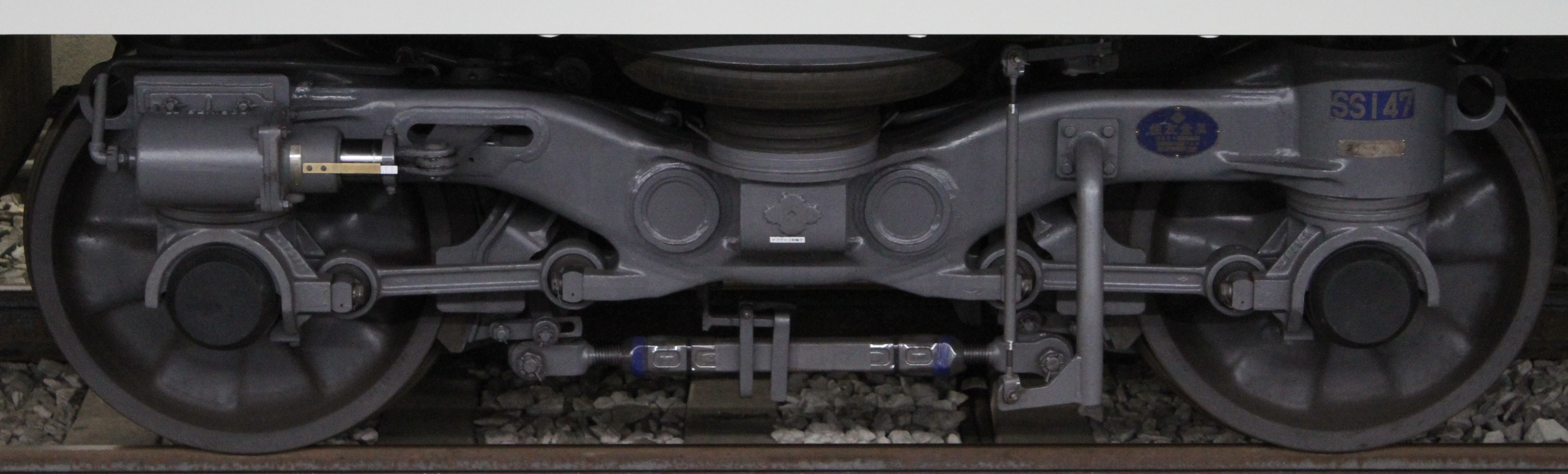
SS-147形台車
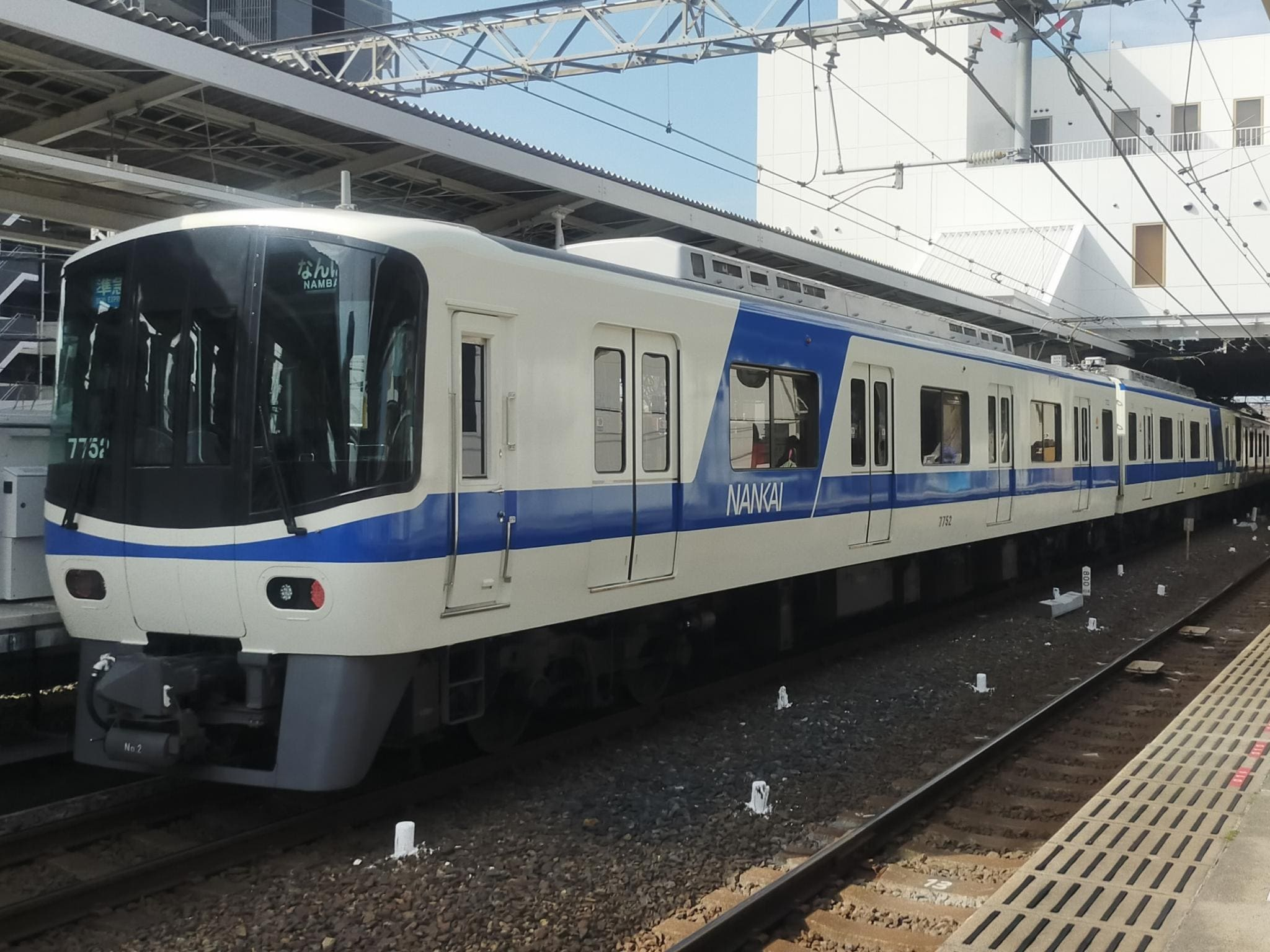
新塗装

### 室内
5000系の内装を基本としつつ「人にやさしい、きめ細やかな旅客サービス」をデザインテーマとしており、各部に変更が加えられている。座席の袖仕切りにはスタンションポールを設置し、立席客に配慮している。座席モケットは5000系のワインレッドからローズ系のものに変更、また床材は中央通路部を明るいベージュ系の砂地模様とすることで、車内全体に明るさを演出している。側引戸は本体とガラス面を平面化することにより、戸袋への指詰め防止対策としている。
バリアフリー対応では、従来の中間車配置に加え、先頭車にも車椅子スペースが設けられた（各車両の和泉中央寄り）。車内案内表示器については引き続きLED式を千鳥配置としている。

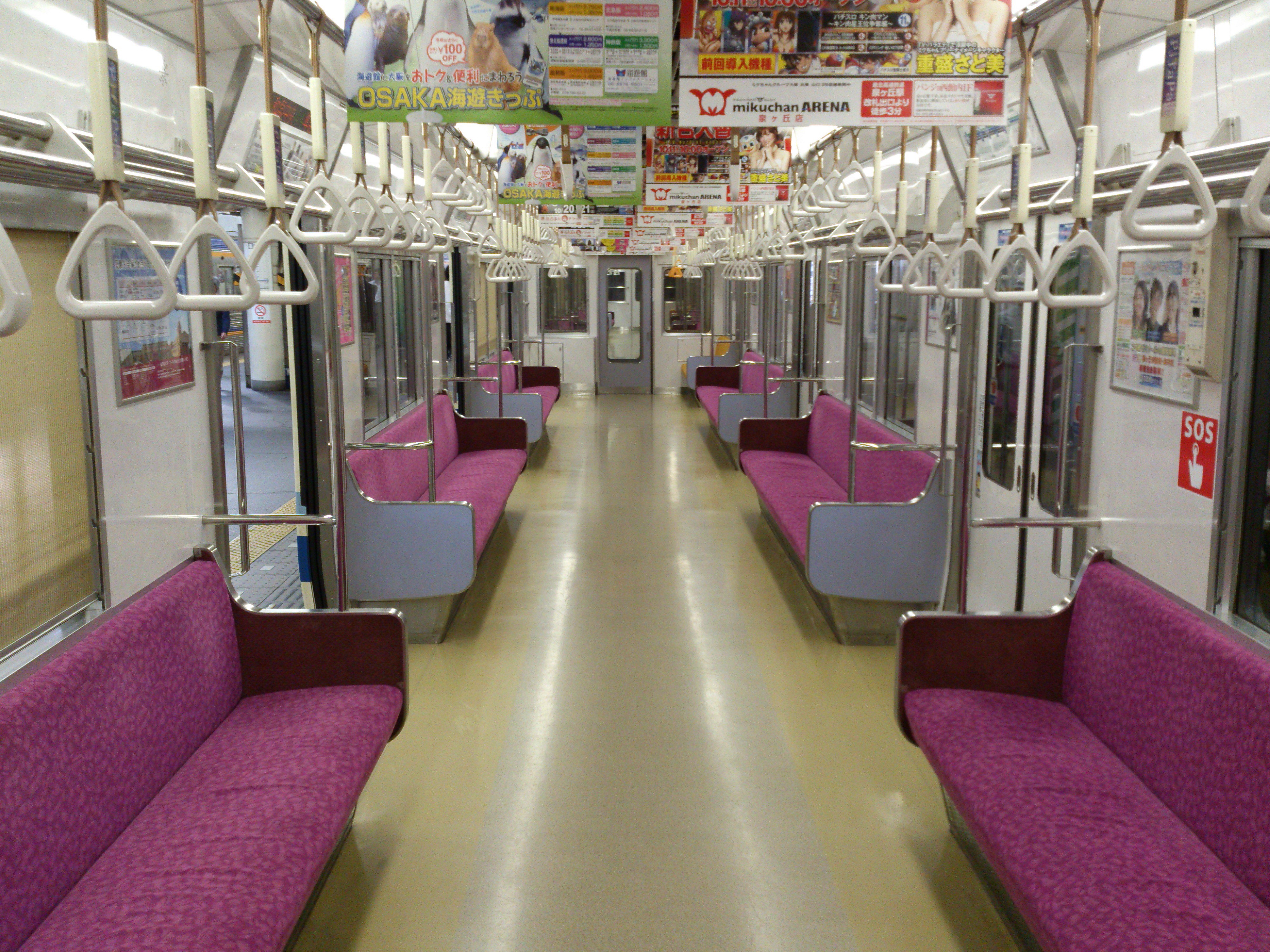
車内 （座席モケット等交換後）

- 車内
（座席モケット等交換後）

## 7020系
車齢約30年に達していた3000系初期車両を置き換えるため、2007年（平成19年）から2008年にかけて6両編成×2本、4両編成×1本、2両編成×1本の計18両が製造された。7000系の設計思想を踏襲するが、バリアフリーの深度化や車両技術の進歩に合わせて設計変更を行ったため、大阪府都市開発では11年ぶりの新形式となった。製造は引き続き川崎重工業が担当している。なお、本系列は大阪府都市開発時代最後の新製車両となった。
前面は、製造コスト削減と保守軽減のためプラグドア式貫通幌カバーを廃止し、幌を剥き出しとしたシンプルな貫通構造となった。前照灯は列車種別・行先表示器の外側に移設し、光源をHIDに変更している。標識灯も7000系の丸形から四角形のものとなり、全体的に直線基調ですっきりした顔立ちとなった。また、側面の窓ガラスには濃緑色に着色されたUVカットガラスを採用したため、ブロンズガラスを使用する従来車とは印象の異なる外観となっている。
制御方式は7000系に引き続きIGBT素子VVVFインバータ制御であるが、回路方式が7000系の3レベルから2レベルに変更されている。また空転時の再粘着性能を向上させるため、新たにトルク応答性の高いベクトル制御を採用し、これにより同社で初の全電気ブレーキにも対応している。台車は7000系で実績のあるモノリンク式ボルスタレス台車を装備するが、安全性と乗り心地の向上およびコスト低減を目的に、台車枠や軸箱支持装置を新規設計とした。
車体色は7000系と同様に新塗装化が進められている。

SS-173M形台車
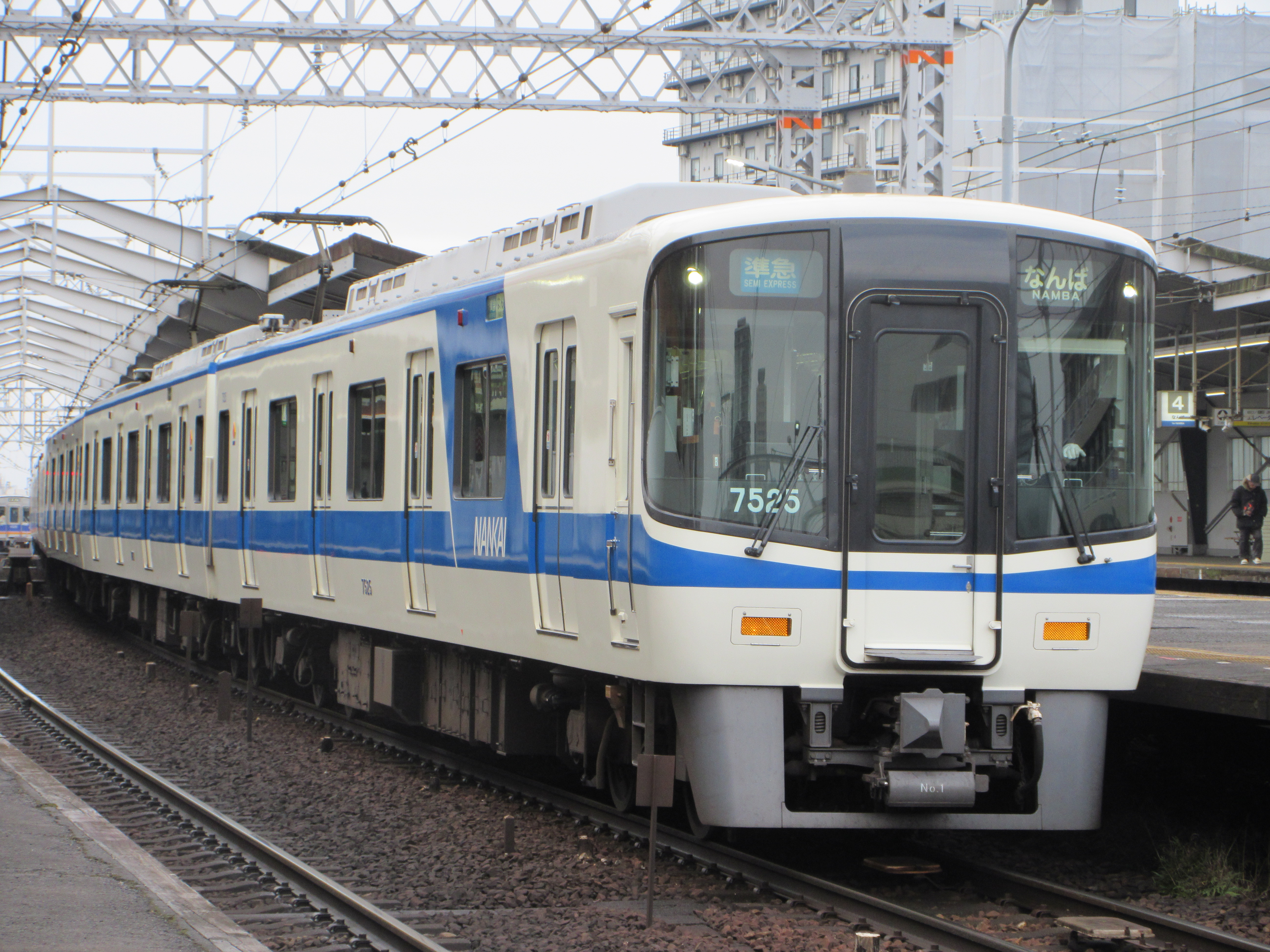
新塗装

### 室内
車内は座席や天井周りを中心に、7000系から大幅に変更が加えられている。
座席は足元空間を広げた片持ち式で、定員はそのままに1人あたりの着席幅を従来の440 mmから460 mmに拡大している。スタンションポールは7人掛け座席の中間部にも追加し、形状も立ち座りのしやすい弓形に湾曲したものに変更している。座席モケットは新たに模様入りのパープル系、優先座席にはオレンジ色を採用し、背擦りに印刷されたダイヤ柄により着席位置を明確化している。また袖仕切りは大型のものとなり、立席客の干渉を従来より積極的に防いでいる。
側引戸は内張りの化粧板を廃止し、3000系以来のステンレス無塗装となった。車内案内表示器は大阪府都市開発で初めてLCD式を採用している。なお、本ディスプレイは画像表示のみ対応するもので、動画対応ディスプレイとの併用による2画面表示を準備工事としている。
吊手は掴みやすさを改善するため、丸形から三角形に変更している。また、吊手の幅広い利用を想定して、出入口付近の枕木方向にも追加で設置し、取付高さも従来より多い3種類となった。優先座席付近にはオレンジ色のものを配置し識別化を図っている。天井は、ラインデリア整風板を両端の角に丸みがあるものに変更している。また、難燃性基準の改正に合わせて樹脂製の蛍光灯カバーを廃止、これに伴う照度調整のため蛍光灯の本数も削減している。
このほか、乗務員室の仕切りを350 mm客室側に移動し、乗務員室の全長を2,000 mmに拡大している。

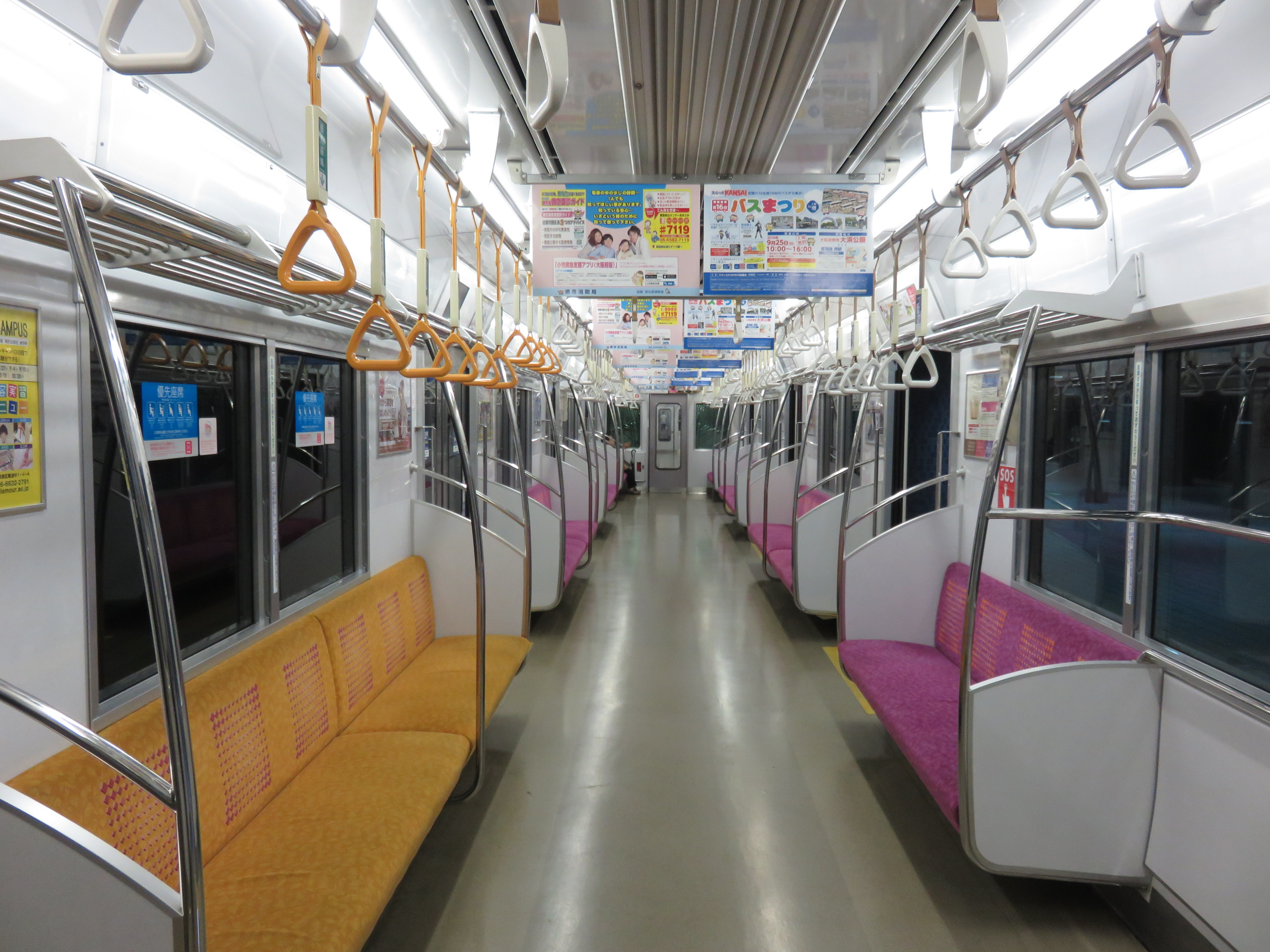
車内
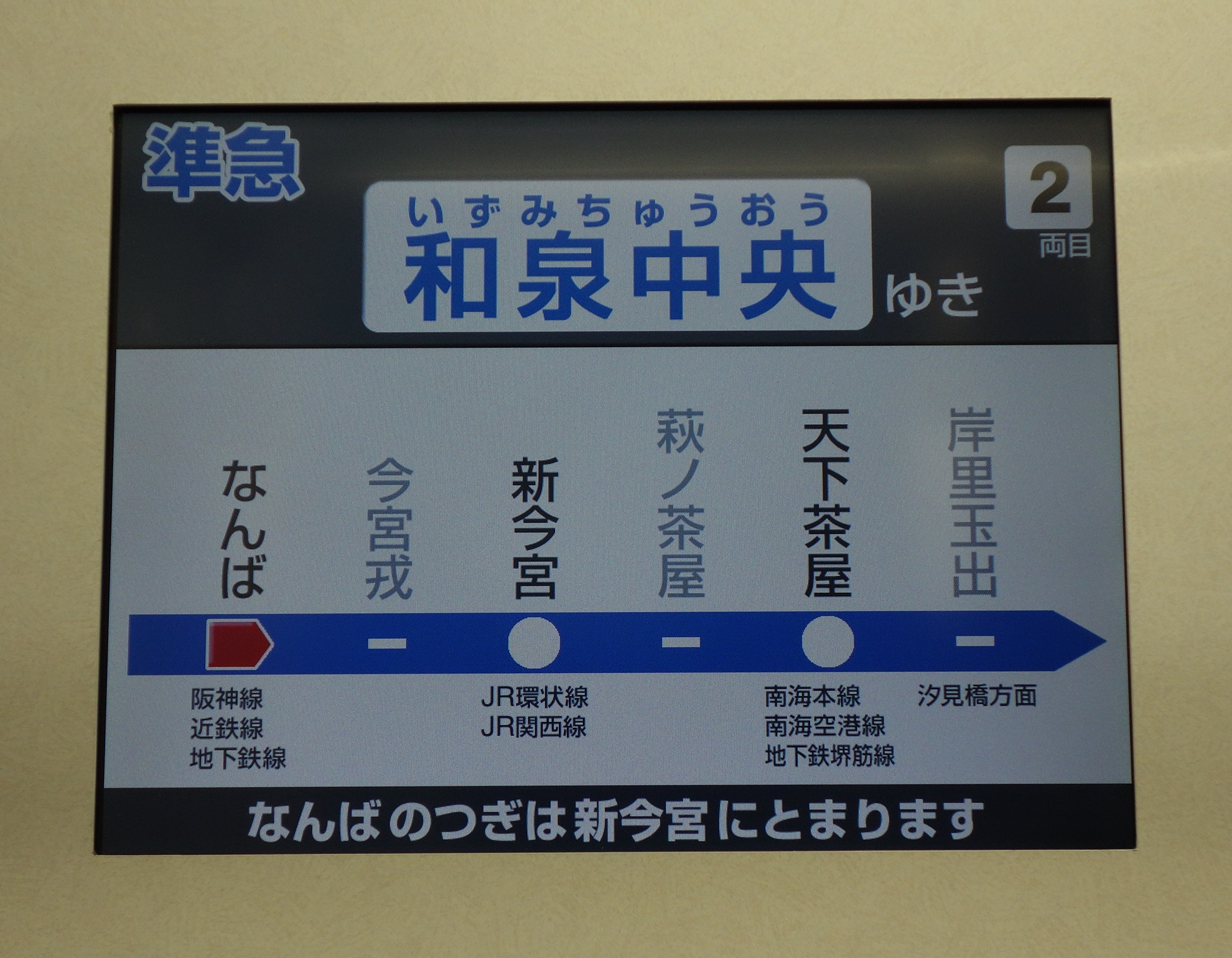
LCD式車内案内表示器

## 改造工事

### 編成組替工事

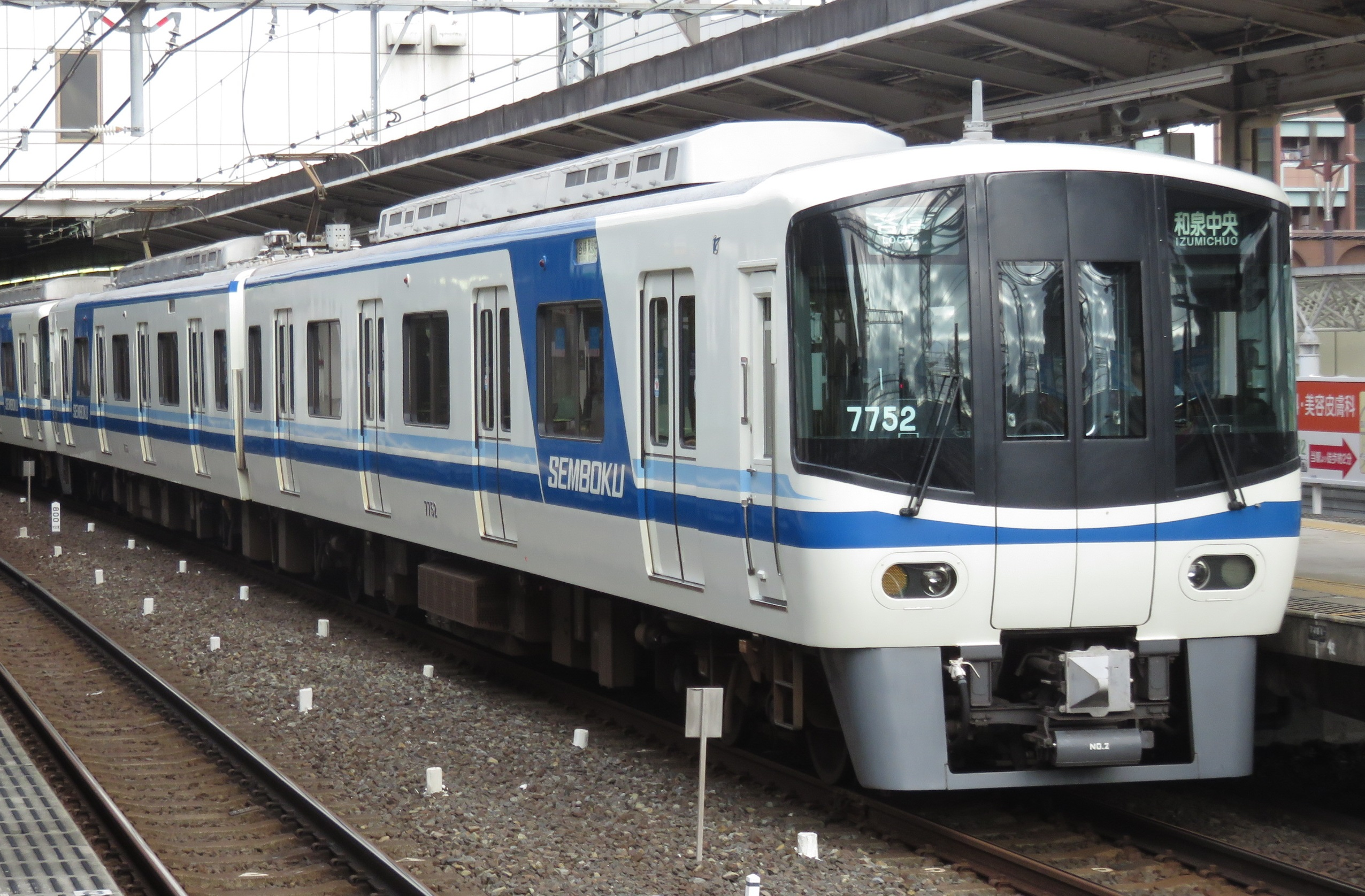
50番台
（7551-7752）

2005年（平成17年）、車両運用効率化と保有車両数の削減を目的に、4両編成の7509F・7511Fを6両編成・2両編成各1本に再編する編成組替工事が実施された。導入時の6両編成×1本・4両編成×5本の体制では、6両編成が検査等で運用から外れた場合、併結・運用の制約により4両編成1本も予備車化せざるを得ず、結果10両が一挙に離脱するという不効率な状態にあったが、この組み替えによって解消されることとなった。
7511Fから2両の中間電動車7006・7106を外し、7106については付随車化を行った。併せて改番が実施され、7006は7202に、7106は7602となり、7509Fへと組み込まれて6両編成を組成した。
7511Fの両先頭車については、電装解除された7106の主要機器を7512に搭載し制御電動車化、7511にはパンタグラフ2基を新たに設置した。改番に際して同2両は50番台に区分され、7511は7551に、7512は7552にそれぞれ改番され2両編成を組成した。
この編成替えの結果、7000系は6両編成×2本、4両編成×3本、2両編成×1本の体制となった。

### 転落注意放送装置設置
2012年（平成24年）度から2013年（平成25年）度にかけて、両系列の先頭車に転落注意放送装置が設置された。視覚障がい者が先頭車同士の連結部から転落するのを防ぐためのもので、開扉時に注意放送を行う。

### 主要装置二重化改造工事

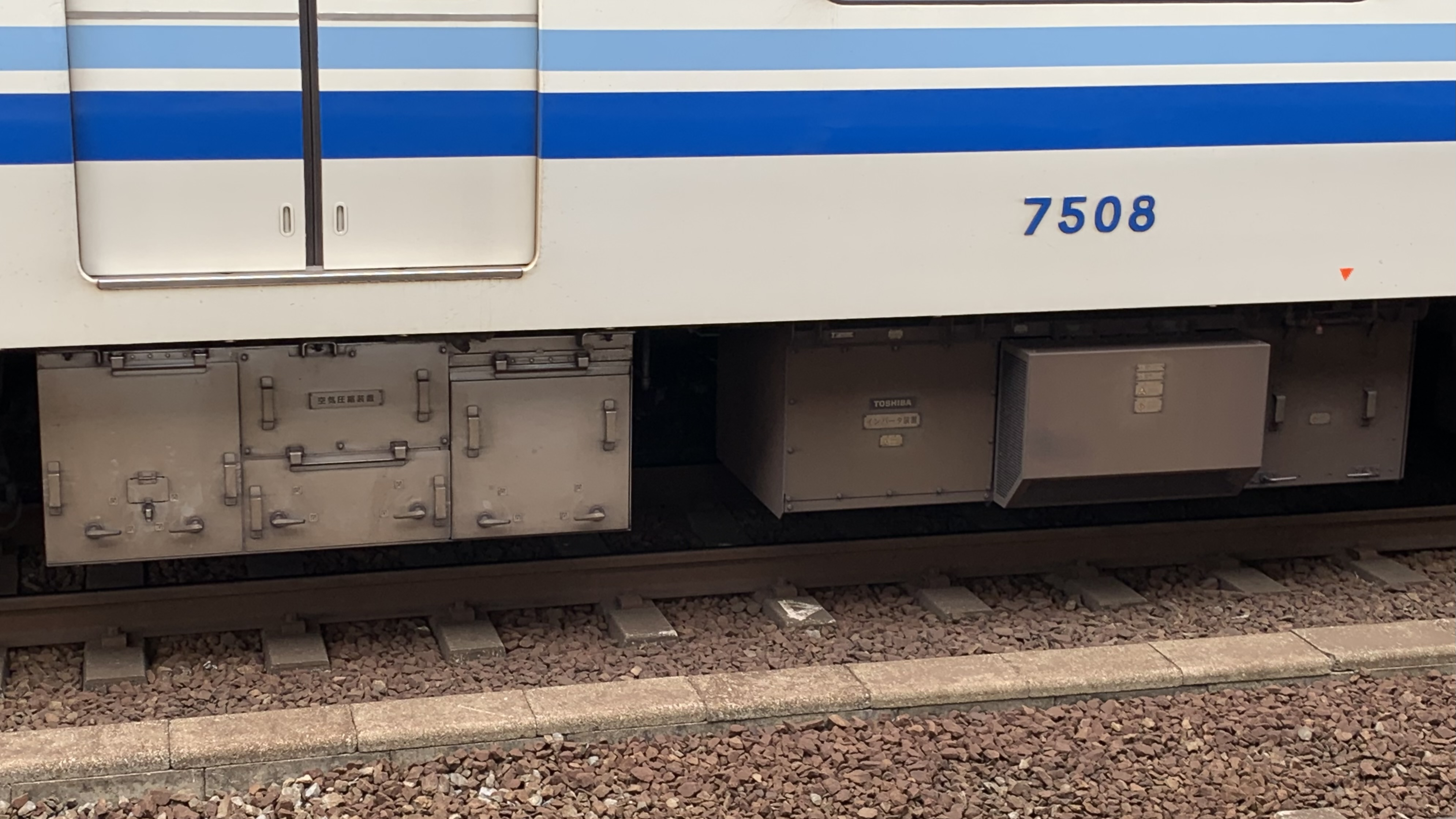
Tc2車に増設された静止形インバータ（右）と空気圧縮機

2015年（平成27年）から2016年（平成28年）にかけて、両系列の4両編成を対象に補機類の二重化改造工事が実施された。4両での単独運転を見据えたもので、Tc2車（7504・7506・7508・7526号車）に静止形インバータ（SIV）と空気圧縮機（CP）を増設した。

### 表示類の南海仕様化

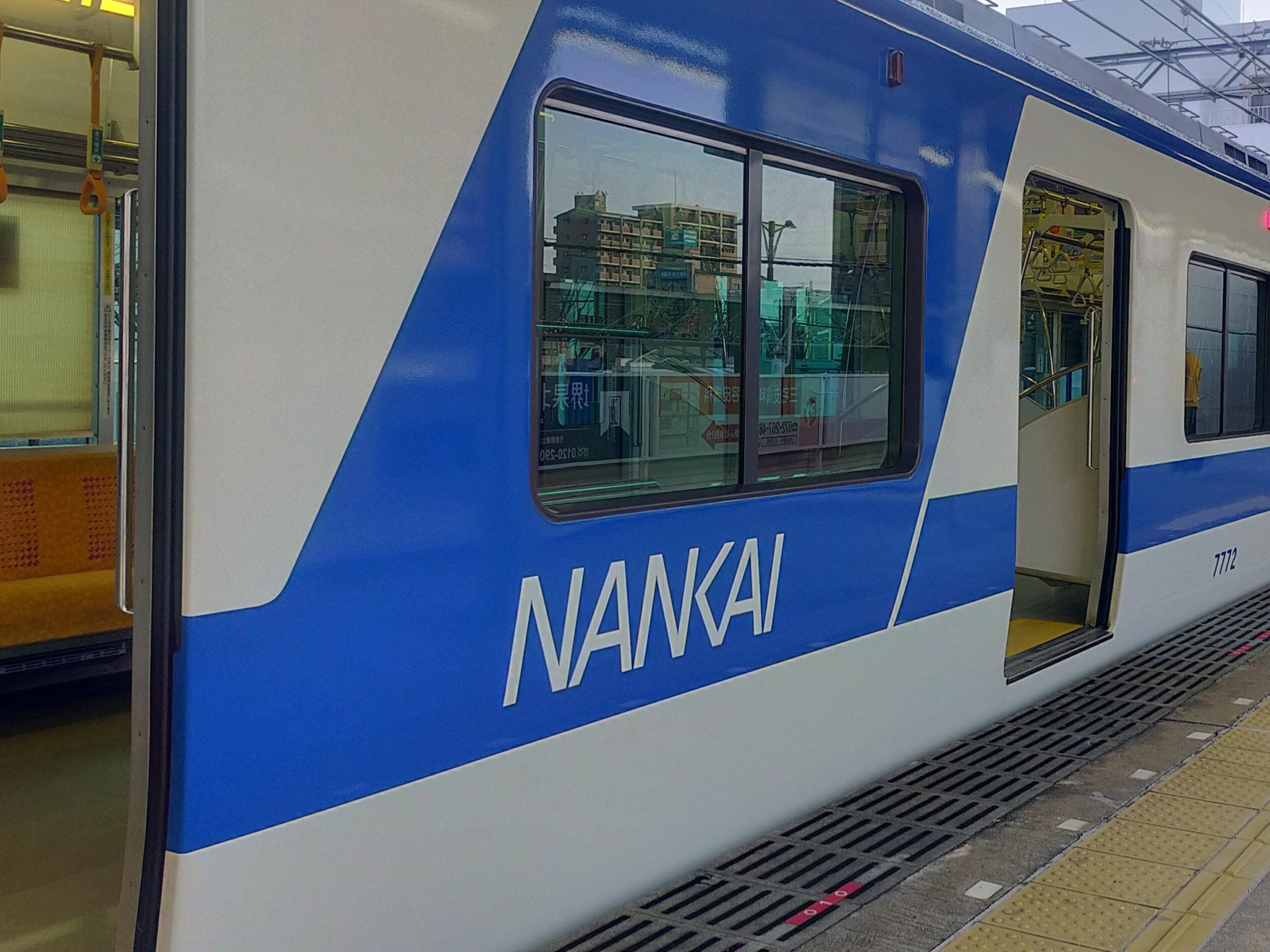
"NANKAI"ロゴに変更された車体側面
（2025年2月15日 中百舌鳥駅）

2025年（令和7年）4月の南海電鉄への吸収合併に向け、2024年（令和6年）12月から泉北高速鉄道の表示類が南海電鉄の仕様に順次変更された。車体側面の社章を南海CI章に変更、側面「SEMBOKU」ロゴを「NANKAI」ロゴへ変更、車内の社名銘板の取り外しが行われた。

## ラッピング

### 鉄道むすめ「和泉こうみ」ラッピング
2015年（平成27年）4月11日より、「和泉中央駅開業20周年記念イベント」の一環として7521Fに記念ラッピングが施された。
2016年（平成28年）3月15日からは、好評によりデザインを一部リニューアルし、「鉄道むすめ『和泉こうみ』ラッピング電車」として約1年間運行された。
2017年（平成29年）2月からは、スタンプラリー「つなげて!全国鉄道むすめ巡り」の開催により装飾が追加され、スタンプラリー期間終了の2018年（平成30年）5月まで掲出された。

### 大型児童館ビッグバン「フロンティア号」ラッピング
2017年（平成29年）より、7509Fに大阪府立大型児童館ビッグバンのキャラクター等をデザインした「フロンティア号」のラッピングが施され、同年10月2日に運行を開始した。

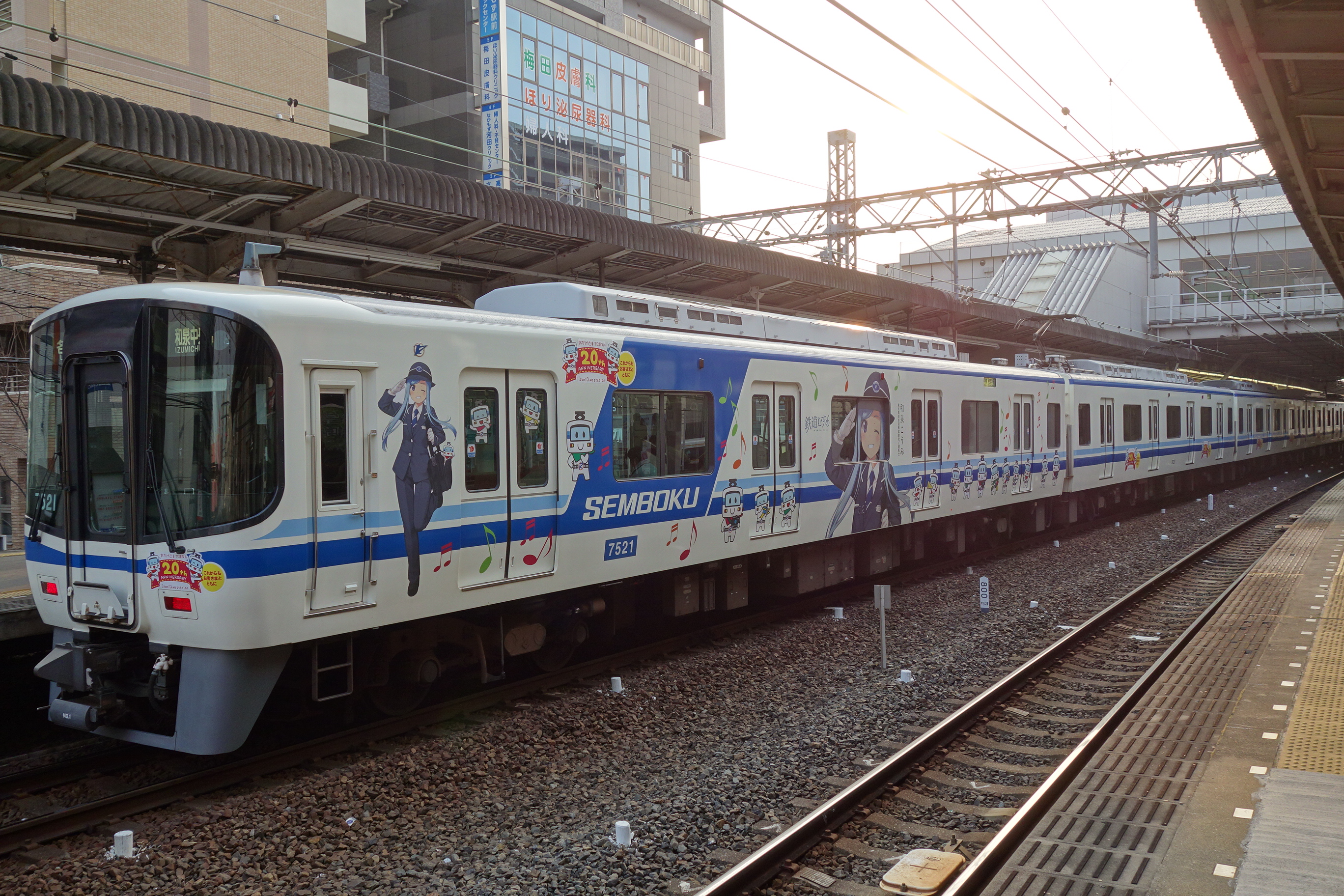
「和泉中央駅開業20周年記念列車」ラッピング編成 （7521F）
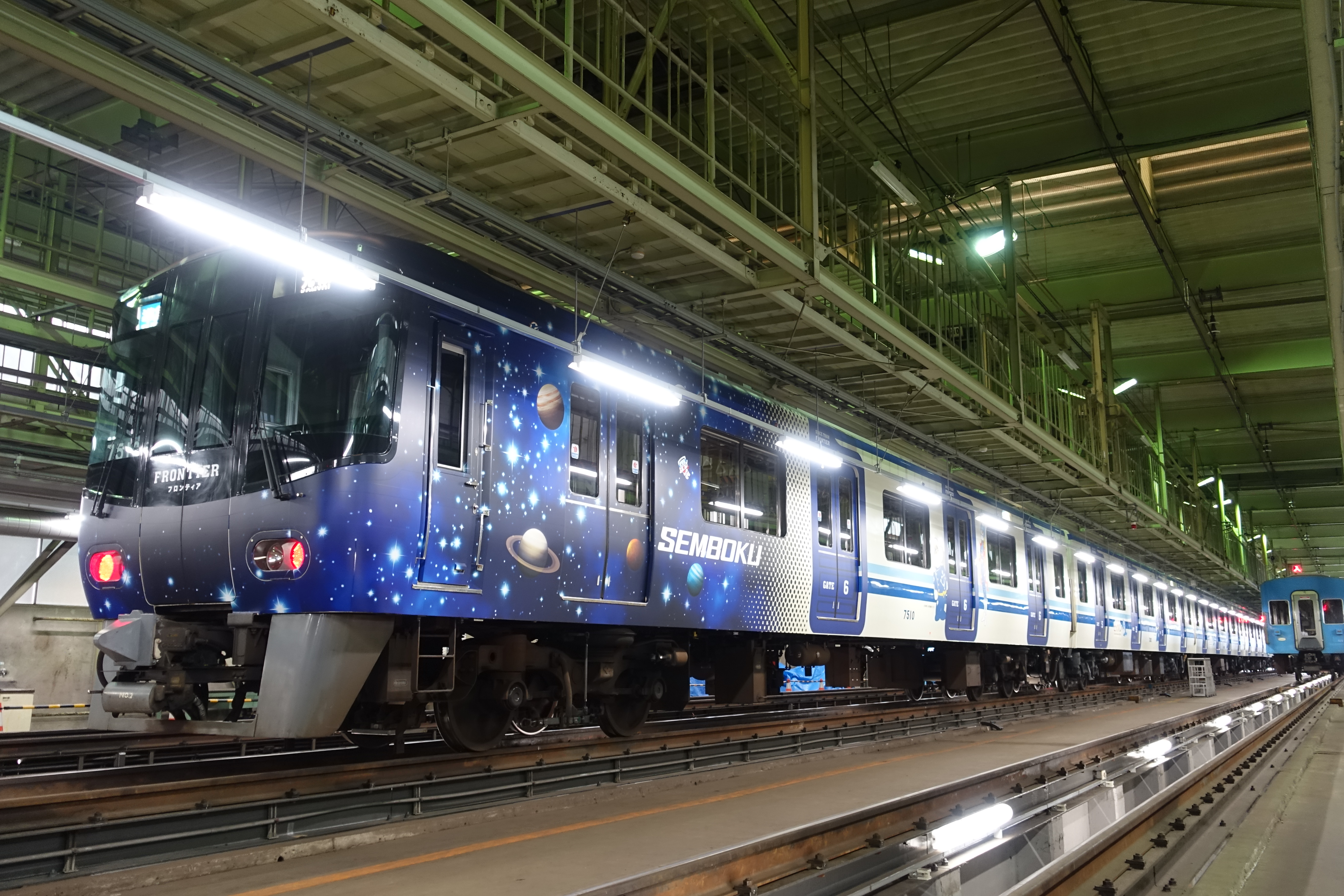
大型児童館ビッグバン「フロンティア号」ラッピング （7509F）
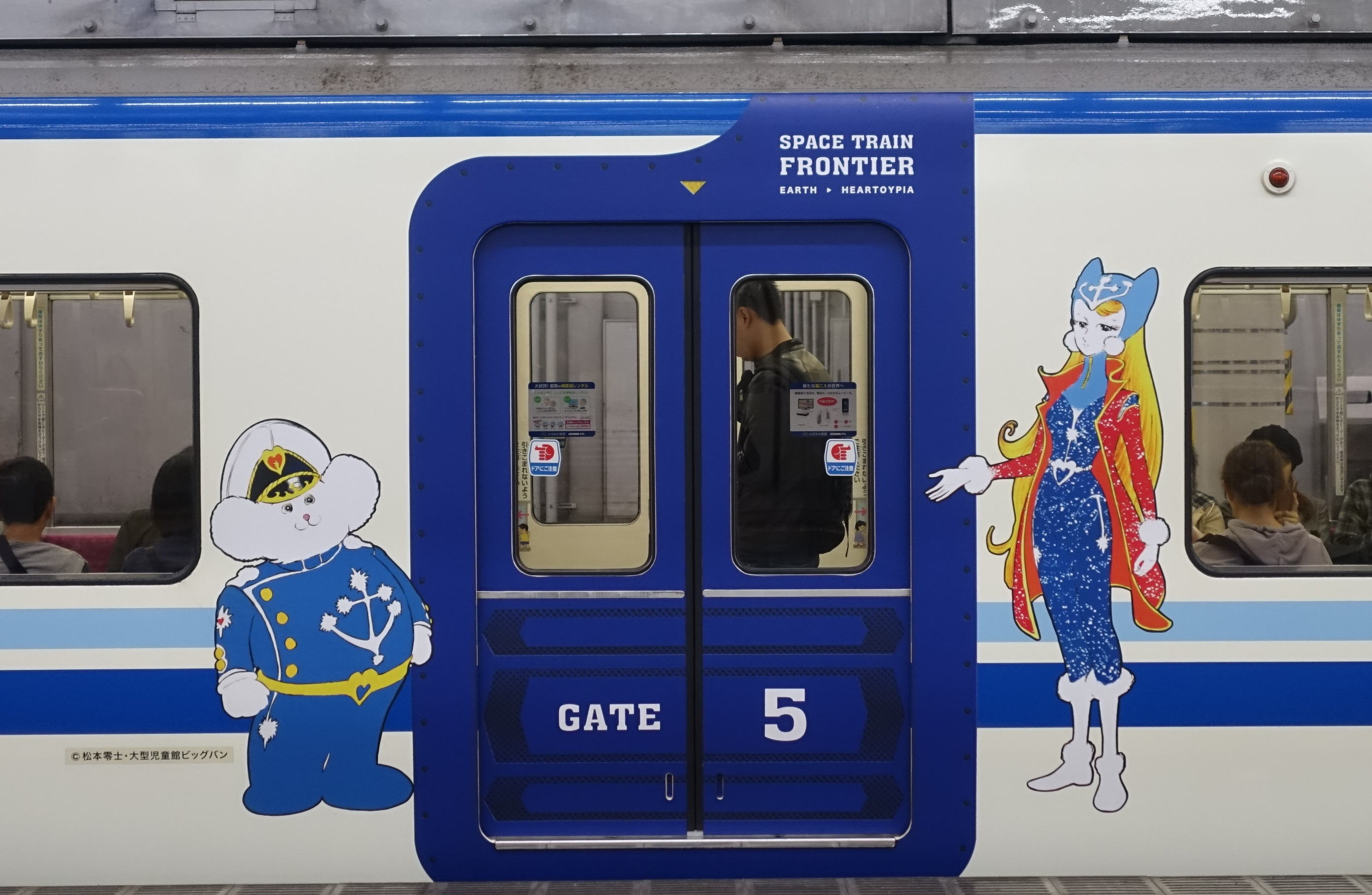
「フロンティア号」 側面ラッピング

## 運用

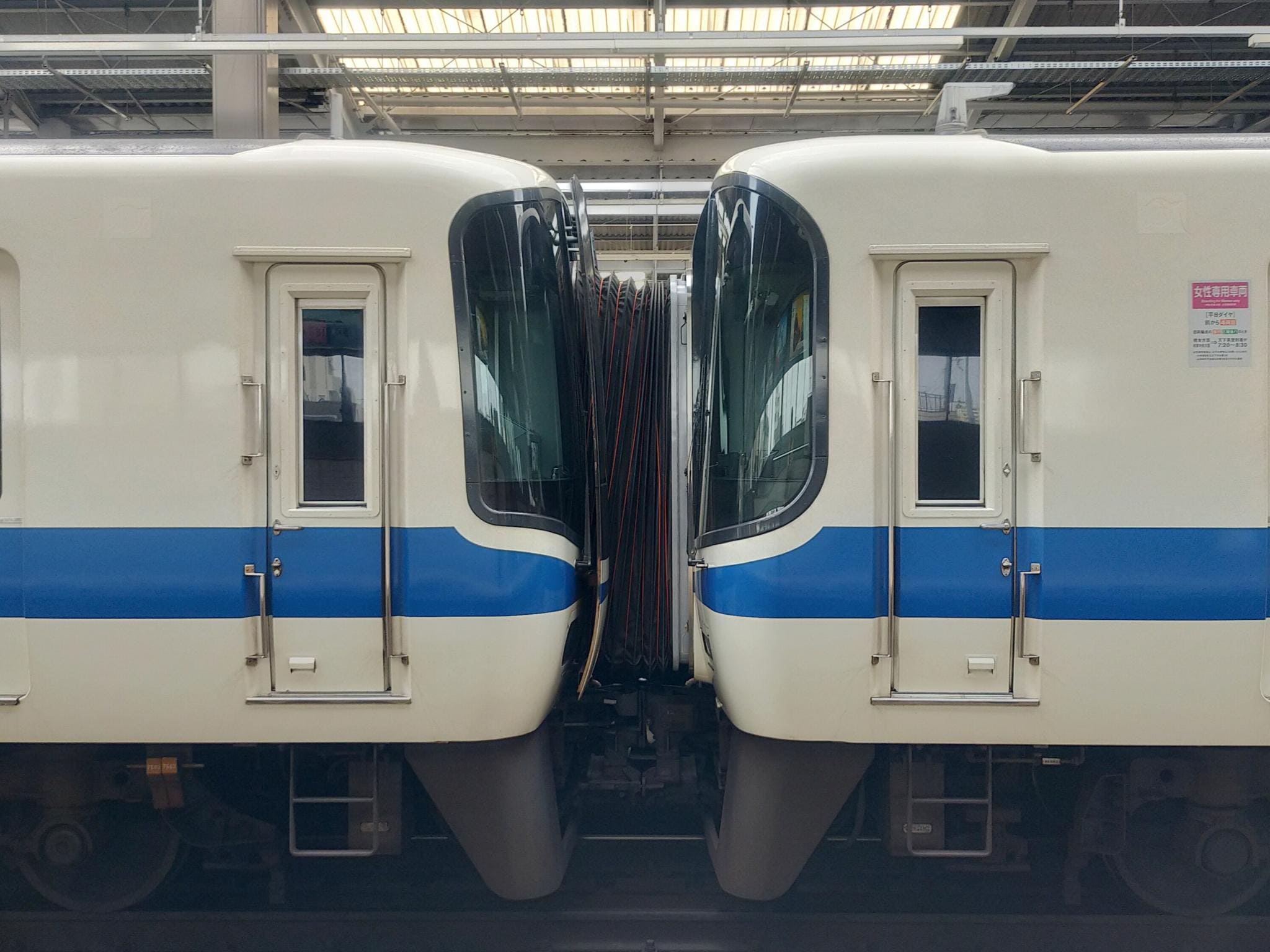
連結面
（左：7000系 右：7020系、塗装変更後）
（2025年3月29日 天下茶屋駅）

2024年（令和6年）4月現在、7000系は6両編成×2本、4両編成×3本、2両編成（50番台）×1本の計26両、7020系は6両編成×2本、4両編成×1本、2両編成×1本の計18両が在籍している。
両系列とも泉北線内折り返しの各駅停車と、高野線に直通する準急行、区間急行に使用される。貫通構造を活かし、6両編成または8両編成で運転されている。2013年（平成25年）7月までは平日朝ラッシュ時の10両運転にも使用されていた。
両系列の4両編成は併結して運用されている。ただし、7000系と7020系では貫通路のサイズが異なるため、併結時は7020系側にアダプターを取り付ける。
平日朝ラッシュ時の8両編成の区間急行難波行きのうち、前から4両目の車両は和泉中央駅 - 天下茶屋駅間で女性専用車両に設定されており、6両編成のサハ7601形・サハ7621形と4両編成のクハ7502形・クハ7522形にこれを示すステッカーが貼られている。
2015年（平成27年）12月5日ダイヤ改正から2017年（平成29年）8月26日ダイヤ改正まで、泉北高速線を日中に走行する一部の各駅停車が4両編成で運転されたが、この運用には南海の車両が充当されたため、主要装置二重化改造工事を行った後も両系列が4両単独で営業運転された実績はない。
全般・重要部検査は、2002年（平成14年度）度から自社光明池車庫にて行われていたが、南海グループ参入後の2016年（平成28年）からは再び南海電鉄千代田工場に変更されている。このため入出場の回送時に限り、南海高野線中百舌鳥駅 - 千代田工場間を走行する。

## 編成表

### 7000系

#### 新製時の編成
| ← 難波・中百舌鳥和泉中央 → | ← 難波・中百舌鳥和泉中央 → | ← 難波・中百舌鳥和泉中央 → | ← 難波・中百舌鳥和泉中央 → | ← 難波・中百舌鳥和泉中央 → | ← 難波・中百舌鳥和泉中央 → | ← 難波・中百舌鳥和泉中央 → | ← 難波・中百舌鳥和泉中央 → |
| -------------------------- | -------------------------- | -------------------------- | -------------------------- | -------------------------- | -------------------------- | -------------------------- | -------------------------- |
| 形式                       | クハ 7501 （Tc1）          | ＜＞ モハ 7001 （M1）      | モハ 7101 （M2）           | サハ 7601 （T）            | ＜＞ モハ 7201 （M3）      | クハ 7502 （Tc2）          | 竣工                       |
| 車両番号                   | 7501                       | 7001                       | 7101                       | 7601                       | 7201                       | 7502                       | 1996/06/12                 |

| ← 難波・中百舌鳥和泉中央 → | ← 難波・中百舌鳥和泉中央 → | ← 難波・中百舌鳥和泉中央 → | ← 難波・中百舌鳥和泉中央 → | ← 難波・中百舌鳥和泉中央 → | ← 難波・中百舌鳥和泉中央 → |
| -------------------------- | -------------------------- | -------------------------- | -------------------------- | -------------------------- | -------------------------- |
| 形式                       | クハ 7501 （Tc1）          | ＜＞ モハ 7001 （M1）      | モハ 7101 （M2）           | クハ 7502 （Tc2）          | 竣工                       |
| 車両番号                   | 7503                       | 7002                       | 7102                       | 7504                       | 1996/06/12                 |
| 車両番号                   | 7505                       | 7003                       | 7103                       | 7506                       | 1997/03/27                 |
| 車両番号                   | 7507                       | 7004                       | 7104                       | 7508                       | 1997/03/27                 |
| 車両番号                   | 7509                       | 7005                       | 7105                       | 7510                       | 1998/05/08                 |
| 車両番号                   | 7511                       | 7006                       | 7106                       | 7512                       | 1998/05/08                 |

#### 現在の編成
2024年（令和6年）4月1日現在
| ← 難波・中百舌鳥和泉中央 → | ← 難波・中百舌鳥和泉中央 → | ← 難波・中百舌鳥和泉中央 → | ← 難波・中百舌鳥和泉中央 → | ← 難波・中百舌鳥和泉中央 → | ← 難波・中百舌鳥和泉中央 → | ← 難波・中百舌鳥和泉中央 → | ← 難波・中百舌鳥和泉中央 → | ← 難波・中百舌鳥和泉中央 → |
| -------------------------- | -------------------------- | -------------------------- | -------------------------- | -------------------------- | -------------------------- | -------------------------- | -------------------------- | -------------------------- |
| 形式                       | クハ 7501 （Tc1）          | ＜＞ モハ 7001 （M1）      | モハ 7101 （M2）           | サハ 7601 （T）            | ＜＞ モハ 7201 （M3）      | クハ 7502 （Tc2）          | 編成組替                   | 備考                       |
| 車両番号 （旧車号）        | 7501                       | 7001                       | 7101                       | 7601                       | 7201                       | 7502                       | -                          |                            |
| 車両番号 （旧車号）        | 7509                       | 7005                       | 7105                       | 7602 （7106）              | 7202 （7006）              | 7510                       | 2005/03/29                 |                            |

| ← 難波・中百舌鳥和泉中央 → | ← 難波・中百舌鳥和泉中央 → | ← 難波・中百舌鳥和泉中央 → | ← 難波・中百舌鳥和泉中央 → | ← 難波・中百舌鳥和泉中央 → | ← 難波・中百舌鳥和泉中央 → | ← 難波・中百舌鳥和泉中央 → |
| -------------------------- | -------------------------- | -------------------------- | -------------------------- | -------------------------- | -------------------------- | -------------------------- |
| 形式                       | クハ 7501 （Tc1）          | ＜＞ モハ 7001 （M1）      | モハ 7101 （M2）           | クハ 7502 （Tc2）          | 主要装置二重化             | 備考                       |
| 車両番号                   | 7503                       | 7002                       | 7102                       | 7504                       | 2015/02/06                 | 帯色変更 （2024/02/05）    |
| 車両番号                   | 7505                       | 7003                       | 7103                       | 7506                       | 2015/04/14                 |                            |
| 車両番号                   | 7507                       | 7004                       | 7104                       | 7508                       | 2015/06/29                 |                            |

| ← 難波・中百舌鳥和泉中央 → | ← 難波・中百舌鳥和泉中央 → | ← 難波・中百舌鳥和泉中央 → | ← 難波・中百舌鳥和泉中央 → | ← 難波・中百舌鳥和泉中央 → |
| -------------------------- | -------------------------- | -------------------------- | -------------------------- | -------------------------- |
| 形式                       | ＜＞ クハ 7551 （Tc）      | モハ 7552 （Mc）           | 編成組替                   | 備考                       |
| 車両番号 （旧車号）        | 7551 （7511）              | 7752 （7512）              | 2005/03/29                 |                            |

### 7020系
2024年（令和6年）4月1日現在
| ← 難波・中百舌鳥和泉中央 → | ← 難波・中百舌鳥和泉中央 → | ← 難波・中百舌鳥和泉中央 → | ← 難波・中百舌鳥和泉中央 → | ← 難波・中百舌鳥和泉中央 → | ← 難波・中百舌鳥和泉中央 → | ← 難波・中百舌鳥和泉中央 → | ← 難波・中百舌鳥和泉中央 → | ← 難波・中百舌鳥和泉中央 → |
| -------------------------- | -------------------------- | -------------------------- | -------------------------- | -------------------------- | -------------------------- | -------------------------- | -------------------------- | -------------------------- |
| 形式                       | クハ 7521 （Tc1）          | ＜＞ モハ 7021 （M1）      | モハ 7121 （M2）           | サハ 7621 （T）            | ＜＞ モハ 7221 （M3）      | クハ 7522 （Tc2）          | 竣工                       | 備考                       |
| 車両番号                   | 7521                       | 7021                       | 7121                       | 7621                       | 7221                       | 7522                       | 2007/04/19                 |                            |
| 車両番号                   | 7523                       | 7022                       | 7122                       | 7622                       | 7222                       | 7524                       | 2008/03/28                 |                            |

| ← 難波・中百舌鳥和泉中央 → | ← 難波・中百舌鳥和泉中央 → | ← 難波・中百舌鳥和泉中央 → | ← 難波・中百舌鳥和泉中央 → | ← 難波・中百舌鳥和泉中央 → | ← 難波・中百舌鳥和泉中央 → | ← 難波・中百舌鳥和泉中央 → | ← 難波・中百舌鳥和泉中央 → |
| -------------------------- | -------------------------- | -------------------------- | -------------------------- | -------------------------- | -------------------------- | -------------------------- | -------------------------- |
| 形式                       | クハ 7521 （Tc1）          | ＜＞ モハ 7021 （M1）      | モハ 7121 （M2）           | クハ 7522 （Tc2）          | 竣工                       | 主要装置二重化             | 備考                       |
| 車両番号                   | 7525                       | 7023                       | 7123                       | 7526                       | 2008/03/28                 | 2016/02/26                 | 帯色変更 （2023/06/29）    |

| ← 難波・中百舌鳥和泉中央 → | ← 難波・中百舌鳥和泉中央 → | ← 難波・中百舌鳥和泉中央 → | ← 難波・中百舌鳥和泉中央 → | ← 難波・中百舌鳥和泉中央 → |
| -------------------------- | -------------------------- | -------------------------- | -------------------------- | -------------------------- |
| 形式                       | ＜＞ クハ 7571 （Tc）      | モハ 7772 （Mc）           | 竣工                       | 備考                       |
| 車両番号                   | 7571                       | 7772                       | 2008/03/28                 | 帯色変更 （2023/09/07）    |

凡例
- ■：弱冷車[24]
- ■：女性専用車両ステッカー